# André Lhote
André Lhote   (Bordeus, 5 de juliol de 1885 - París, 24 de gener de 1962) va ser un pintor i crític d'art francès.
Després assistir al curs d'escultura de l'École des Beaux-Arts de Bordeus, on va estudiar escultura decorativa fins al 1904. Va entrar al món dels professionals de la pintura. Va exposar en el Saló d'Artistes Independents en 1906 i al Saló de Tardor de l'any següent. Va fer la seva primera exposició individual a la Galeria Druet el 1910. Es va sentir atret pel Cubisme, integrant la Section d'Or. Va intentar adaptar el cubisme al classicisme i va obtenir per això l'adhesió de gran nombre d'aficionats que s'espantaven amb els canvis excessivament radicals, però en les seves obres denota el més pur academicisme.
El 1922 va obrir una acadèmia per difondre el seu pensament estètic, exercint d'influent pedagog. La seva obra teòrica va tenir molt pes en les dècades centrals del segle xx. Van ser els seus alumnes, entre d'altres, William Klein, Tamara de Lempicka, Lli Spilimbergo, Bertrand Dorny, Marcelle Rivier, Henri Cartier-Bresson, Héctor Sgarbi i Robert Wehrlin.